# Callow (Derbyshire)
Pour les articles homonymes, voir Callow.
Callow est une paroisse civile et un village du Derbyshire, en Angleterre.